# Ellsworth (Nou Hampshire)
Ellsworth és una població dels Estats Units a l'estat de Nou Hampshire. Segons el cens del 2000 tenia 87 habitants.

## Demografia
Segons el cens del 2000, Ellsworth tenia 87 habitants, 32 habitatges, i 19 famílies. La densitat de població era d'1,6 habitants per km².
Dels 32 habitatges en un 34,4% hi vivien nens de menys de 18 anys, en un 53,1% hi vivien parelles casades, en un 53,1% dones solteres, i en un 40,6% no eren unitats familiars. En el 18,8% dels habitatges hi vivien persones soles el 12,5% de les quals corresponia a persones de 65 anys o més que vivien soles. El nombre mitjà de persones vivint en cada habitatge era de 2,72 i el nombre mitjà de persones que vivien en cada família era de 3,37.
Per edats la població es repartia de la següent manera: un 29,9% tenia menys de 18 anys, un 3,4% entre 18 i 24, un 23% entre 25 i 44, un 28,7% de 45 a 60 i un 14,9% 65 anys o més.
L'edat mediana era de 41 anys. Per cada 100 dones de 18 o més anys hi havia 110,3 homes.
La renda mediana per habitatge era de 33.750$ i la renda mediana per família de 34.750$. Els homes tenien una renda mediana de 26.500$ mentre que les dones 21.250$. La renda per capita de la població era de 22.705$. Cap de les famílies estaven per davall del llindar de pobresa.